# Nucifraga columbiana
La nocciolaia di Clark (Nucifraga columbiana (Wilson, 1811)) è un uccello passeriforme appartenente alla famiglia dei corvidi.

## Etimologia
Il nome scientifico della specie, columbiana, è un riferimento all'areale, in quanto rappresenta una citazione del fiume Columbia: il loro nome comune rappresenta invece un omaggio all'esploratore statunitense William Clark.

## Descrizione

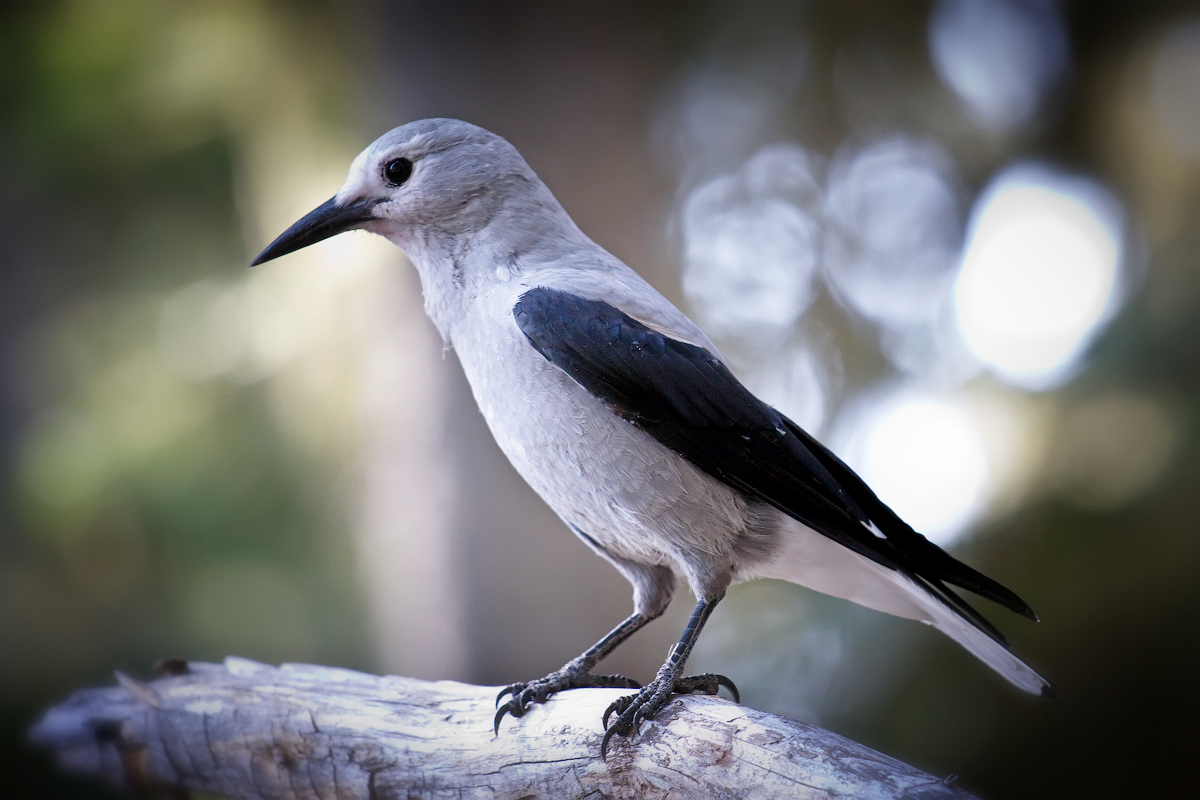
Esemplare in natura.

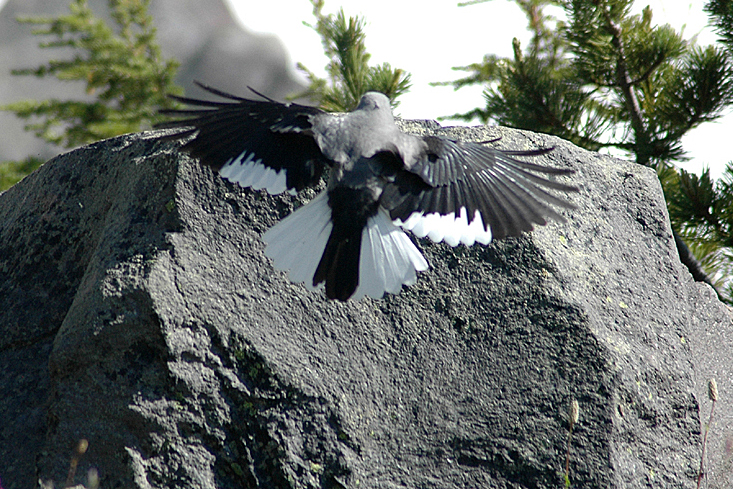
Esemplare in volo sul Monte Hood.

### Dimensioni
Misura 27-30 cm di lunghezza, per 106-161 g di peso.

### Aspetto
Si tratta di uccelli dall'aspetto robusto, muniti di grossa testa arrotondata con becco conico forte e allungato, collo robusto e muscoloso, lunghe ali digitate, zampe forti e coda squadrata.
Il piumaggio è di un caratteristico color grigio cenere chiaro, quasi azzurrino, su tutto il corpo: l'area attorno alla base del becco e attorno agli occhi è più chiara e sfuma nel bianco, e dello stesso colore è il sottocoda. La colorazione del corpo tende a scurirsi sul basso ventre e sulla parte piumata delle zampe, dove diviene di color grigio topo ed assume talvolta vaghe sfumature di color cannella.

Le copritrici e le remiganti sono di colore nero lucido, queste ultime con le secondarie dalla metà distale bianca, a formare una banda visibile anche quando l'animale tiene le ali chiuse: anche il codione e le penne centrali della coda sono di colore nero, mentre le penne laterali e la superficie inferiore di quest'ultima sono di colore bianco.

I due sessi sono simili sia per quanto riguarda le dimensioni che per quanto concernente la colorazione.
Il becco e le zampe sono di colore nero, mentre gli occhi sono di colore bruno scuro.

## Biologia

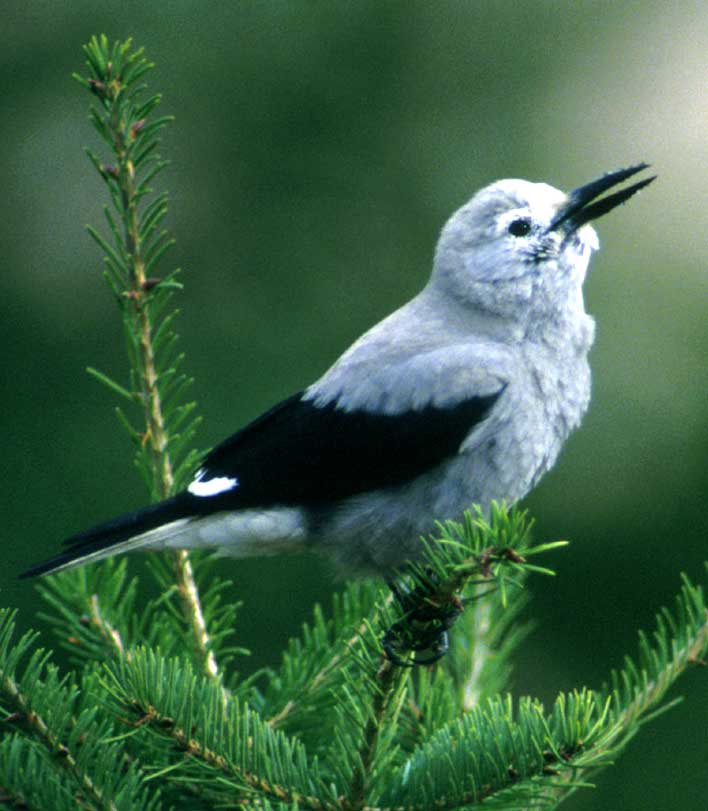
Intento a vocalizzare.

Si tratta di uccelli dalle abitudini di vita essenzialmente diurne e tendenzialmente solitarie (sebbene sia possibile in determinati periodi dell'anno osservarli in coppie o in gruppetti familiari), piuttosto timidi, che passano la maggior parte della giornata muovendosi agilmente fra i rami degli alberi alla ricerca di cibo, pronti ad allontanarsi in volo ed a nascondersi nel folto della vegetazione in caso di pericolo: queste nocciolaie non esitano tuttavia a scendere anche al suolo per reperire il nutrimento, in questo caso non di rado associandosi ad altri uccelli dalle abitudini di vita simili.
Le nocciolaie di Clark sono uccelli piuttosto vocali, che emettono un range richiami che va da aspri gracchi d'allarme a pigolii di contatto: in totale, sono state descritti 13 tipi di vocalizzazioni in questa specie, divisibili in tre gruppi.

### Alimentazione

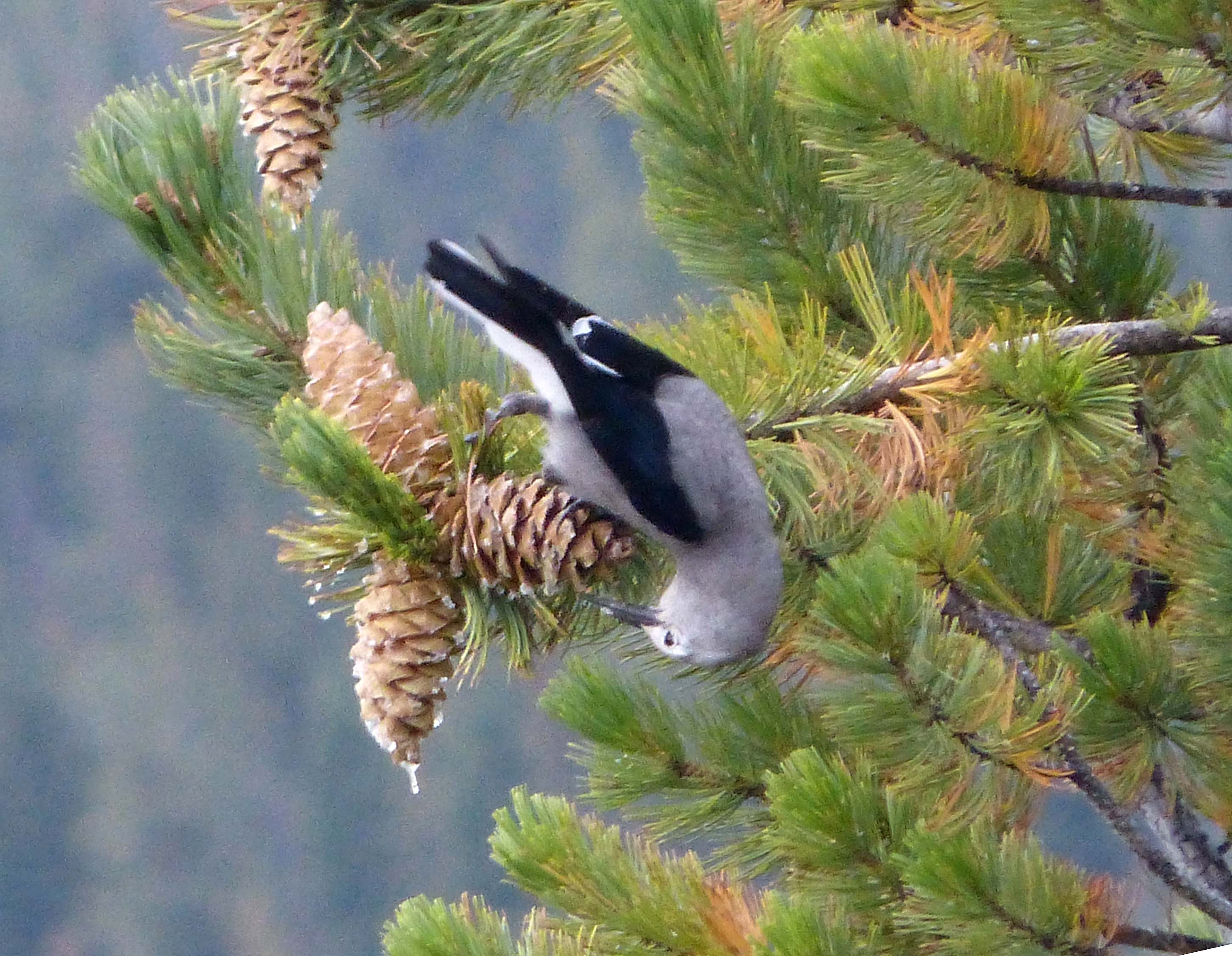
Esemplare si alimenta nei pressi di Banff.

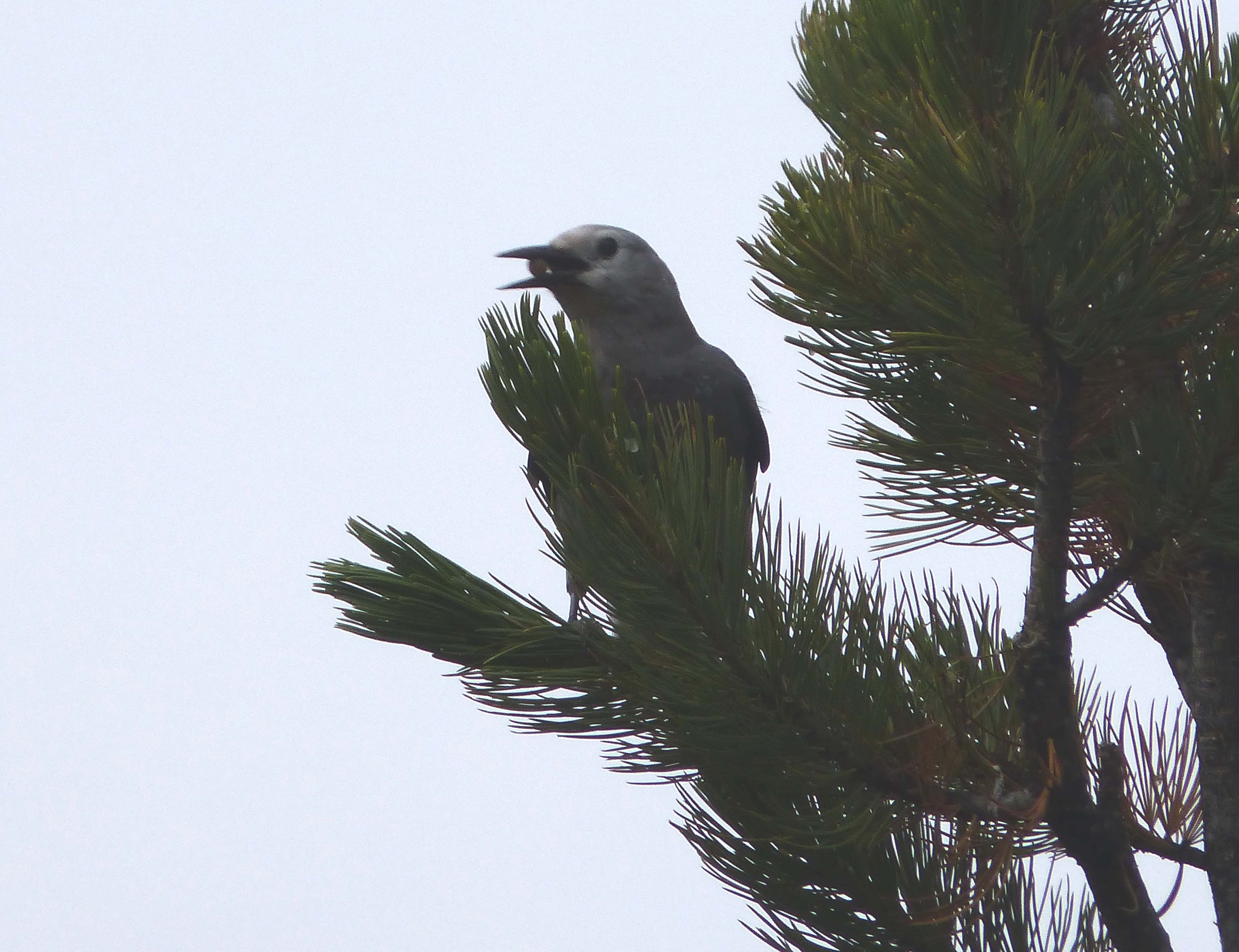
Esemplare si alimenta in Canada.

Pur essendo piuttosto opportunista e cibandosi un po' di qualsiasi cosa capiti a tiro, la nocciolaia di Clark è un uccello specializzato nel nutrirsi di frutta a guscio: una parte preponderante dell'alimentazione di questi uccelli è costituita da pinoli (principalmente i grossi pinoli del pino dalla corteccia bianca, al quale la specie è legata da un rapporto di mutualismo, e del pino bianco delle Montagne Rocciose, ma anche di specie maggiormente montane come pino coda di volpe, pino dai coni setolosi occidentale e pino argentato, mentre la popolazione messicana è fortemente associata col pino del Potosí), ma essi si nutrono anche di altra frutta a guscio, bacche, insetti, piccoli vertebrati ed occasionalmente uova reperite depredando i nidi e carne reperita dalle carcasse. Le nocciolaie di Clark sono assidue frequentatrici delle mangiatoie presenti nei giardini, delle quali apprezzano in particolar modo i cibi molto energetici come semi di girasole, arachidi e strutto.

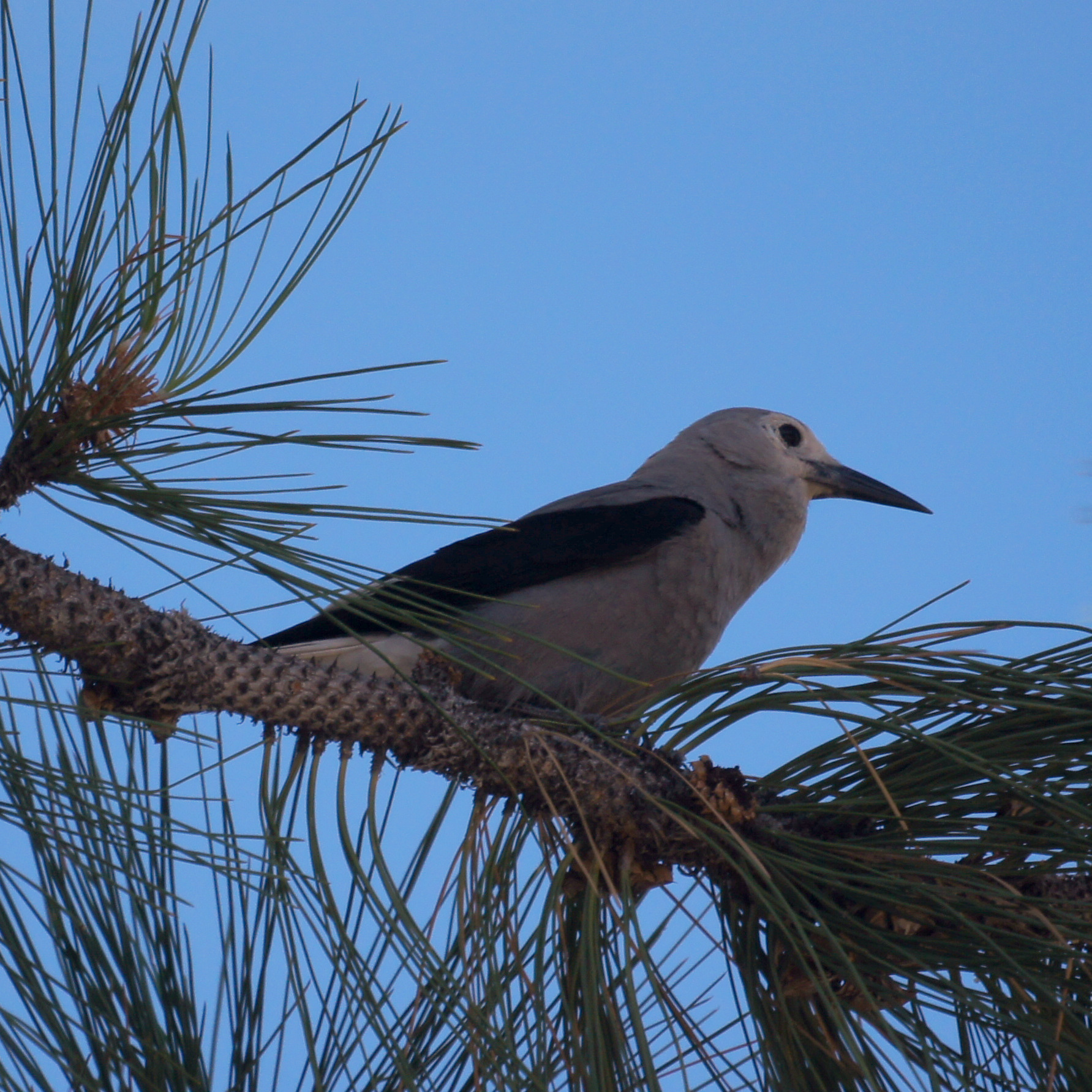
Esemplare con gozzo pieno di semi nella contea di San Bernardino.

Il cibo viene reperito sia direttamente dagli alberi che al suolo: la nocciolaia di Clark mostra grande perizia nel maneggiare le pigne con una o due zampe, in modo tale da tenere le scaglie divaricate e poter agilmente estrarre i pinoli con il becco sottile.

Sotto la lingua è presente una tasca nella quale l'animale più stipare fra i 50 ed i 150 semi, a seconda delle dimensioni, in maniera tale da consumarli in un secondo momento o poterli agevolmente portare lontano da occhi indiscreti per nasconderli: analogamente a molti altri corvidi, infatti, la nocciolaia di Clark è solita conservare il cibo in surplus in buche del terreno, in ciascuna delle quali viene conservato da uno a 15 semi (di regola 3-4). Un singolo esemplare è in grado di conservare fino a 98000 semi in stagioni di particolare abbondanza. I semi vengono rinvenuti durante i periodi di magra, con gli uccelli che mostrano un'eccellente memoria a lungo termine nel farlo, andando a reperire con grande accuratezza nascondigli approntati anche nove mesi prima, nonostante essi si trovino anche un metro sotto la neve: nonostante ciò, a causa dell'alto numero di semi interrati l'animale non è in genere capace di consumarli tutti, sicché anno dopo anno alcuni di quelli lasciati a sé stessi germogliano, perpetuando in tal modo l'habitat della specie.

### Riproduzione
Si tratta di uccelli monogami, con le coppie che si formano durante i mesi invernali e cominciano a nidificare all'inizio della primavera: durante il periodo riproduttivo, la nocciolaia di Clark diventa ancora più timida e difficile da osservare del solito, tanto che a dispetto dell'ampio areale e del fatto che questi uccelli siano in esso relativamente comuni sono pochi i nidi finora osservati.

Il corteggiamento è osservabile durante tutto l'anno, ma diventa più frequente durante il periodo degli amori. Il maschio segue insistentemente la compagna, evvettuando di tanto in tanto delle picchiate: del corteggiamento fanno parte anche offerte di cibo rituali e richiami pigolanti.
Il nido, a forma di coppa, viene costruito di norma sempre nello stesso sito, in alto su una conifera e rivolto verso sud, da ambedue i sessi, utilizzando in prevalenza aghi di pino e rametti e foderando l'interno prima con corteccia e legno marcescente e poi con lanugine e piumino: al suo interno, la femmina depone 2-4 uova, covate alternatamente (caso raro fra i corvidi) da maschio e femmina per 16-18 giorni, al termine dei quali schiudono pulli ciechi e quasi nudi.

I nidiacei vengono nutriti ed accuditi da ambedue i genitori: essi diventano in grado d'involarsi attorno al ventiduesimo giorno di vita, tuttavia tendono a seguire i genitori (continuando a chiedere loro l'imbeccata, sebbene in maniera via via più sporadica man mano che crescono) ancora per alcuni mesi, prima di affrancarsene in maniera definitiva e di disperdersi.
La speranza di vita di questi uccelli in natura è ancora ignota, tuttavia in cattività essi raggiungono senza problemi i 17 anni di vita.

## Distribuzione e habitat

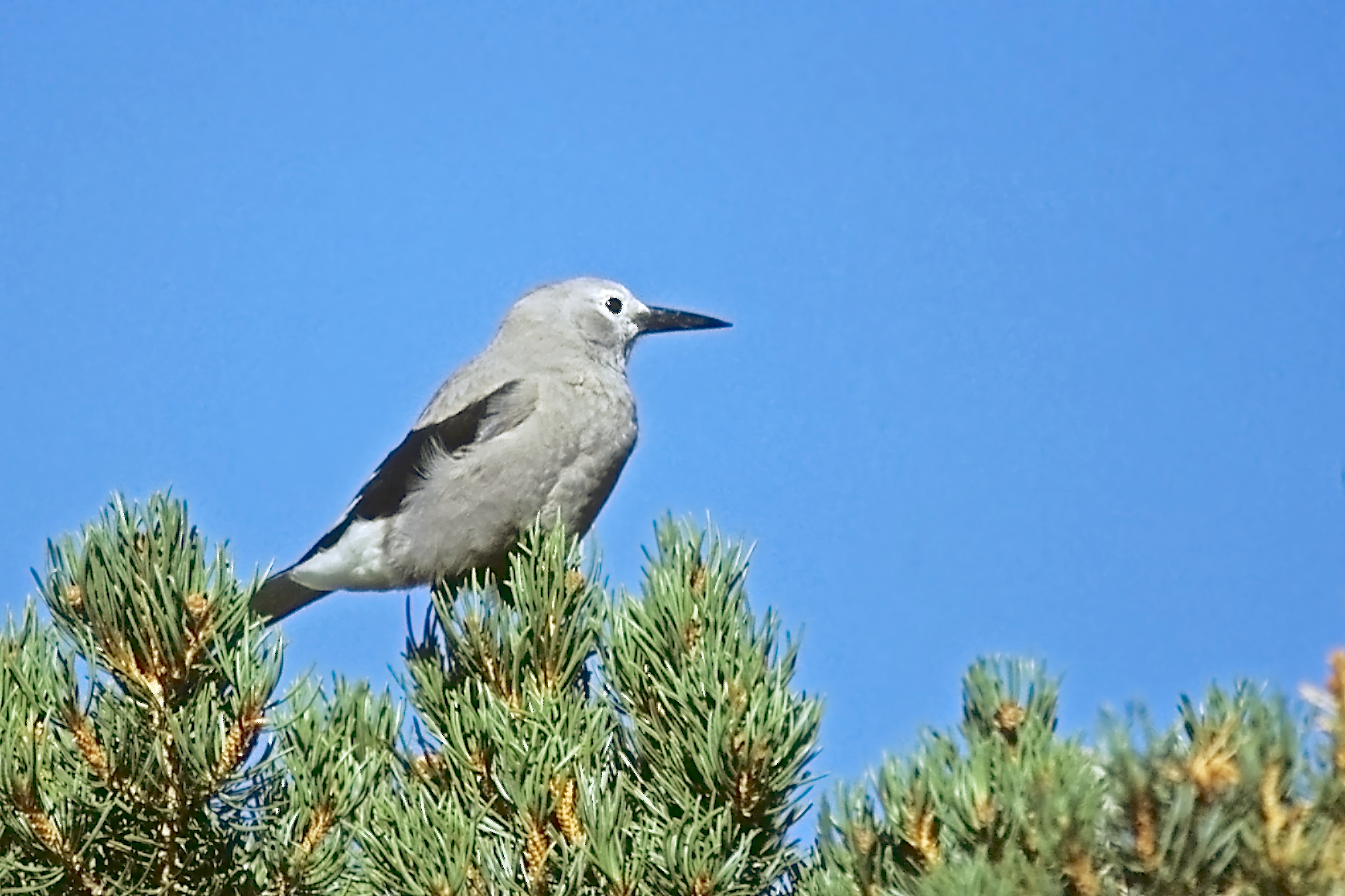
Esemplare nell'Oregon.

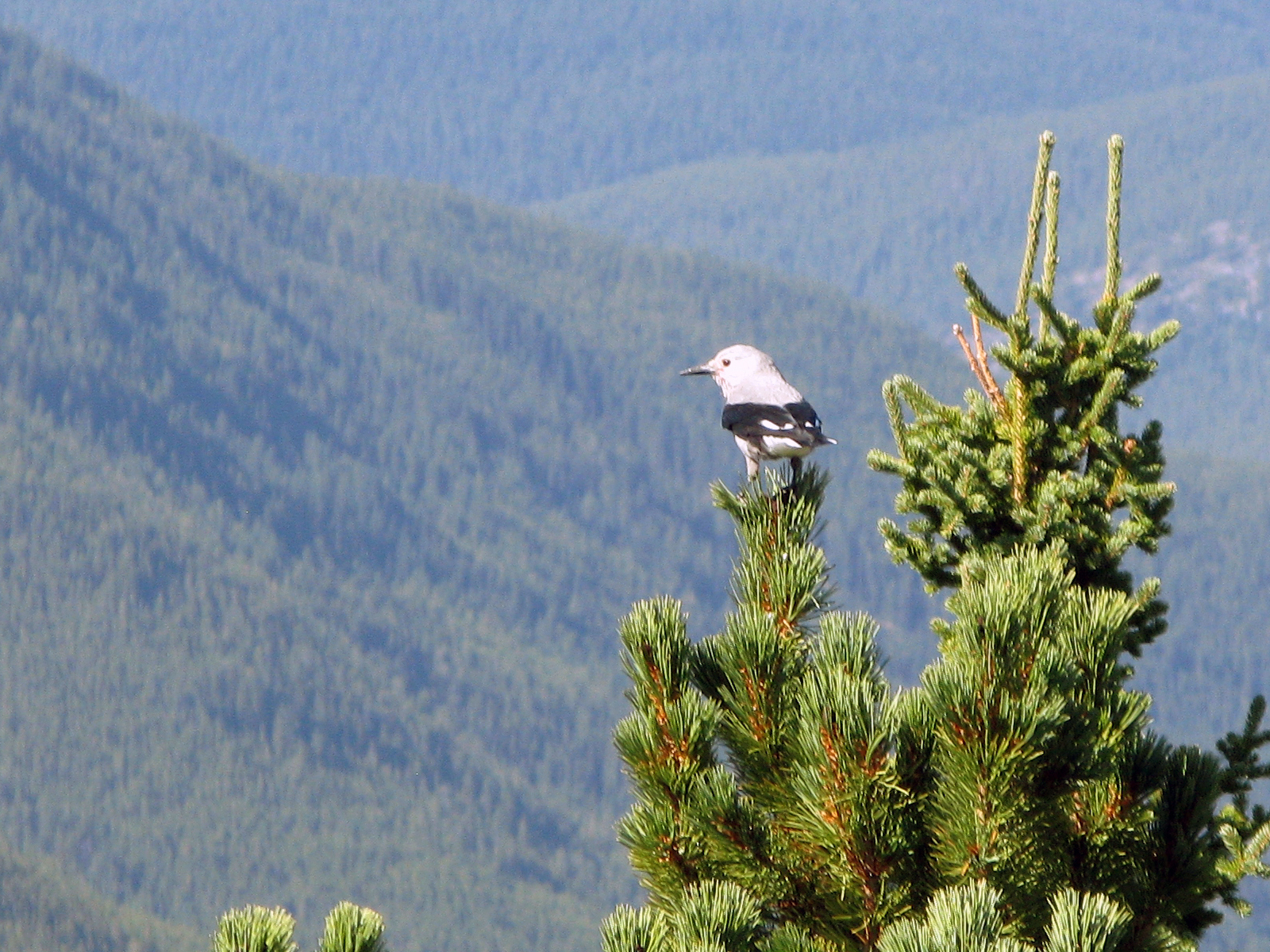
Esemplare nel parco nazionale Banff.

La nocciolaia di Clark è diffusa nella West Coast nordamericana, occupando un areale che attraverso la Catena delle Cascate e le Montagne Rocciose va dalla Columbia Britannica e all'Alberta sud-occidentale scende fino alla Baja California settentrionale (Sierra San Pedro Mártir) attraverso Idaho, Montana, Wyoming, Oregon, California (nella quale manca dalla parte centrale e centro-occidentale), Utah e Colorado, estendendosi verso est fino ad Arizona e Nuovo Messico centrale: una popolazione isolata popola il Cerro Potosí, nel Nuevo León.

Questi animali sono in genere stanziali, tuttavia non è raro che scendano di quota (pur facendo ritorno ai dormitori in quota) durante i mesi freddi per reperire il cibo stipato durante l'estate, mentre in caso di raccolti estivi magri essi non esitano a disperdersi coprendo anche distanze considerevoli, potendo essere osservati ad est fino all'Illinois, con un singolo avvistamento in Pennsylvania.
L'habitat di questi uccelli è rappresentato dalle pinete montane, con presenza di radure erbose, fra i 900 ed i 3900 m di quota (con la popolazione messicana che vive in genere sopra i 3700 m).